# Kanton Saint-Paulien
Saint-Paulien is een kanton van het Franse departement Haute-Loire. Het kanton maakt deel uit van het arrondissement Le Puy-en-Velay.

## Gemeenten
Het kanton Saint-Paulien omvatte tot 2014 de volgende gemeenten:
- Blanzac
- Borne
- Lavoûte-sur-Loire
- Lissac
- Saint-Geneys-près-Saint-Paulien
- Saint-Paulien (hoofdplaats)
- Saint-Vincent

Na de herindeling van de kantons door het decreet van 17 februari 2014, met uitwerking op 22 maart 2015, telde het kanton 19 gemeenten.

Op 1 januari 2017 werd de gemeente Saint-Didier-d'Allier toegevoegd aan de gemeente Saint-Privat-d'Allier, waardoor deze laatste het statuut van commune nouvelle kreeg.

Sindsdien omvat het kanton volgende 18 gemeenten : 
- Bellevue-la-Montagne
- Blanzac
- Borne
- Céaux-d'Allègre
- Chaspuzac
- Fix-Saint-Geneys
- Lissac
- Loudes
- Saint-Geneys-près-Saint-Paulien
- Saint-Jean-de-Nay
- Saint-Paulien
- Saint-Privat-d'Allier
- Saint-Vidal
- Sanssac-l'Église
- Vazeilles-Limandre
- Vergezac
- Vernassal
- Le Vernet